# 威海市商业银行体育馆
威海市商業銀行體育館，前稱威海市體育館，位於中国的山东省威海市高技区文化中路，其佔地面积為35000平方米，总建筑面积達17500平方米，並可容纳4500名观众，可用於体育活动商贸展销與文艺演出等活動，於2009年9月11日至9月20日及同年10月18日至10月28日期間，體育館會成為十一運會手球賽事的比賽場館。